# Mungo Jerry
A Mungo Jerry egy 1970-ben alapított brit popegyüttes. Előadásmódjuk egyesítette a jazz, a blues és az amerikai népzene stílusát. Nevüket egy irodalmi műből kölcsönözték (T. S. Eliot Macskák könyve c. kötete egyik darabjának címe: Mungojerrie and Rumpelteazer, magyarul Vásottkarom és Enyvestalp).

## Története
A Mungo Jerry 1970-ben alakult. Első igazi slágerük az 1970-es In the summertime, amely több országban is listavezető volt. Az együttes is erről a dalról nevezte el debütáló nagylemezét. 1971-ben feloszlottak, de Ray már a következő évben újjászervezte a zenekart. Ez a formáció 1980-ig működött.
Az együttesnek összesen huszonegy nagylemeze jelent meg.

## Tagok
Jelenlegi
- Ray Dorset – ének, gitár[2] (alapító tag)

Korábbi tagok
- Colin Earl – zongora[2]
- Paul King – bendzsó[2]
- Byron Contostavlos – bőgő (meghalt 2007)[3]
- Mike Cole – bőgő (alapító tag)
- Bob Daisley – bőgő
- Paul Raymond – billentyűs, gitár
- Boris Williams – dob
- Dave Bidwell – dob (meghalt 1977)
- Dick Middleton – gitár
- Eric Dillon – dob
- Ian Milne – zongora
- Paul Hancox – dob
- Sev Lewkowicz – billentyűs
- Tim Green – gitár, harmonika
- Chris Warnes – bőgő
- Joe Rush – ütősök
- John Godfrey – bőgő (John Norman Godfrey, 1945. november 24, Islington, North London; meghalt 2014. június 30.)
- Jon Pope – billentyűs
- Peter Sullivan – dob
- Tim Reeves – dob
- John Cook – zongora, harsona

## Diszkográfia

### Kislemezek
- In the summertime (Megjelent 1970 március, szerzője Ray Dorset. A szerzői jogi bejegyzés nem Dorset név alatt, hanem Mungo Jerry név alatt történt.)
- Lady Rose (1970 november)